# Liste des clochers-murs de la Moselle
Cet article recense les édifices religieux de la Moselle, en France, munis d'un clocher-mur.

## Liste
- Entrange , chapelle des mineurs Sainte-Jehanne à la cité d'Entrange

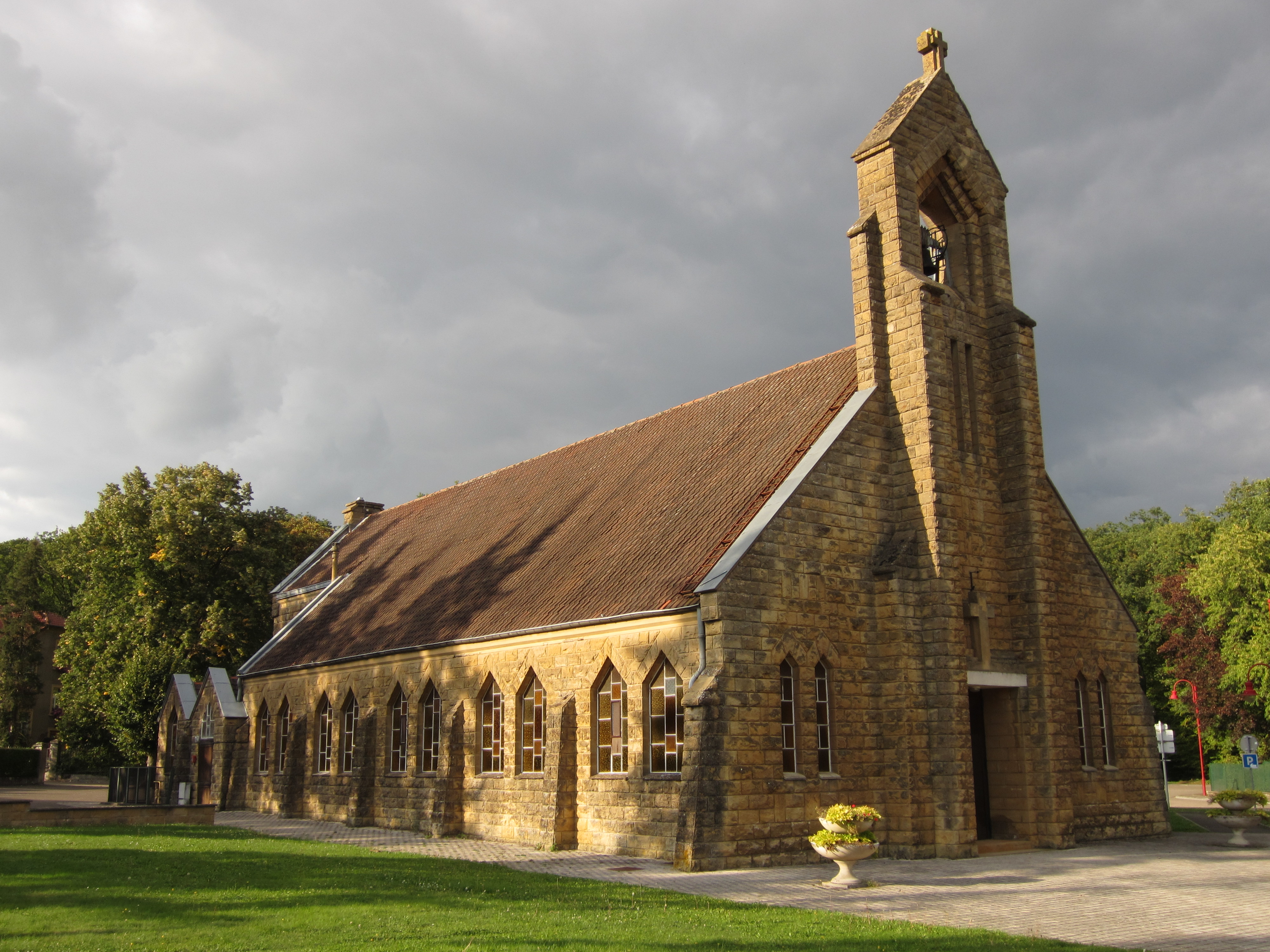
Chapelle des mineurs Sainte-Jehanne